# Dals Rostock
Dals Rostock ist eine Ortschaft (Tätort) in der schwedischen Gemeinde Mellerud. Der Ort wird regional nur Rostock genannt. Der Zusatz „Dals“ im offiziellen Namen bezieht sich auf die historische Provinz Dalsland und wurde gewählt um Verwechslungen mit der norddeutschen Stadt Rostock zu vermeiden. Die Einwohnerzahl betrug 882 Personen im Jahr 2015.

## Geschichte

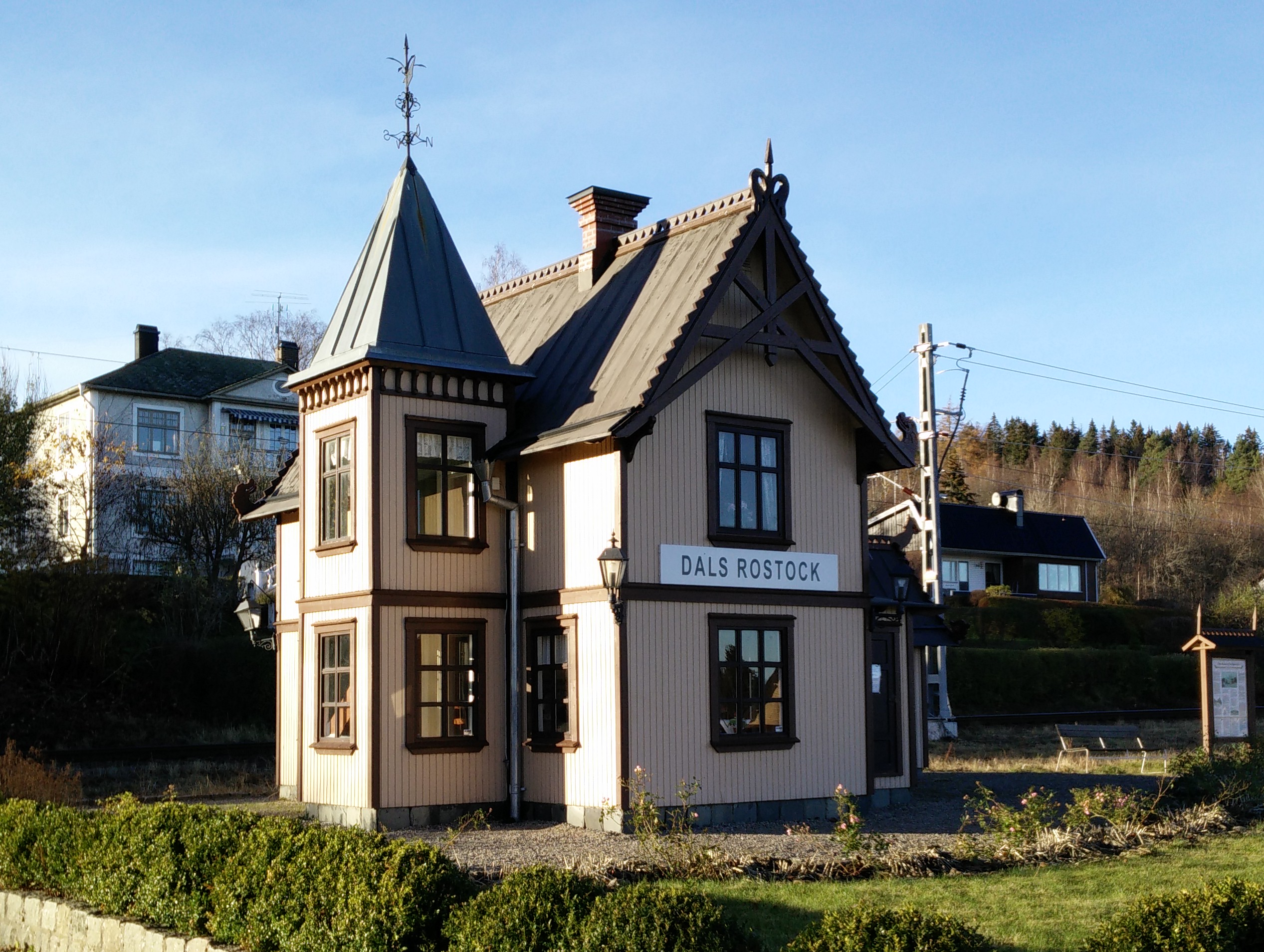
Bahnhofsgebäude

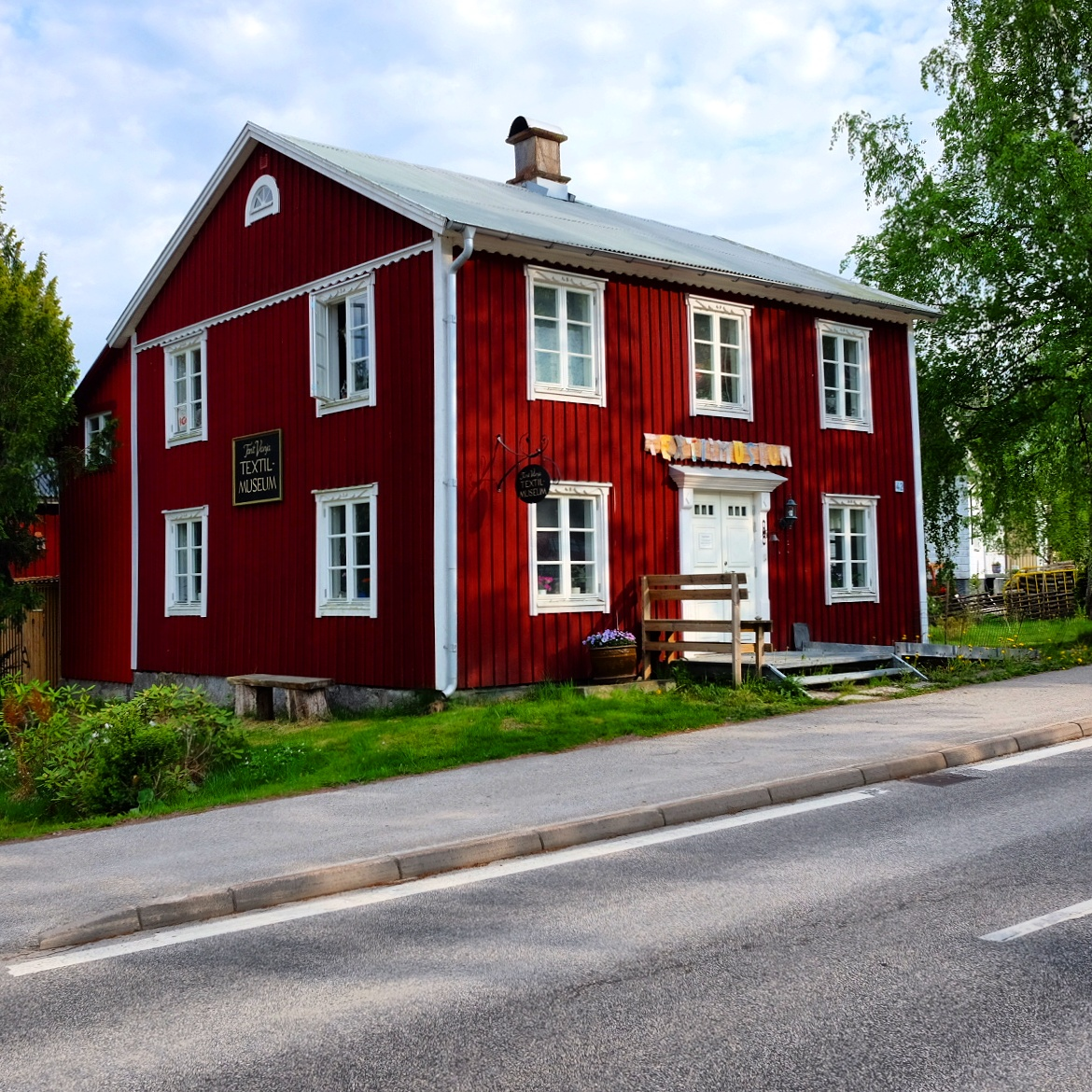
Textilmuseum

Abgesehen von der Kuranlage (siehe unten) entstand der Ort zusammen mit der Eisenbahnlinie Dalslandsbanan in den 1870er-Jahren. Der in dieser Zeit errichtete Haltepunkt und das Bahnhofsgebäude sind seit längerer Zeit stillgelegt bzw. abgerissen. Ein Modell dieses Gebäudes in halber Größe befindet sich noch im Ort. Die im Jahre 1908 eingerichtete Poststation für Dals Rostock existierte bis 1995.

## Rostocks Brunn
Die eisenhaltige Quelle in Dals Rostock wurde wahrscheinlich schon ab dem 17. Jahrhundert als Kureinrichtung genutzt. Unter Leitung des Propstes Waldenström entstanden um 1760 mehrere Trink- und Badehallen. Ein oft gesehener Gast war zu Beginn des 19. Jahrhunderts König Karl XIV. Johann. In den folgenden Jahren wurden die Anlagen in der Hochsaison von bis zu 600 Gästen besucht. Nach einem Großbrand 1961 waren das Restaurant und eine Ärztevilla die einzigen übriggebliebenen Gebäude. Hier entstanden ein Museum und ein Café.
Außerdem ist der Kräutergarten erhalten geblieben.

## Persönlichkeiten
Die Brüder und Skifahrer Thobias und Mathias Fredriksson verbrachten ihre Jugend in Dals Rostock.